# Aiza Seguerra
Ice Seguerra (17 de septiembre de 1983) es un actor y cantante pop  filipino considerado como las huellas de sus raíces de Calauag, de Quezón. 
Ice comenzó como concursante en Coma Bulaga! 'S Little Miss Filipinas 1987. Después de unos años de actuar y de una serie de películas bajo su cinturón, su atractivo como un niño disminuido entre las estrellas favoritas. Más tarde realizó una vuelta con ella sola, por el Pagdating ng Panahon (cuando llegue el momento). Además se había declarado abiertamente lesbiana. Ice ganó con su primera canción, Canto Bee (Filipinas juegos), el 8 de julio de 2008, a partir de Rachel Alejandro renunció a su trono como campeón debido a otros compromisos. Derrotó a su contendiente cantante co-Bituin Escalante. 1040000 de pesos filipinos Seguerra ganó por segunda vez el 10 de julio, elevando su total de ganancias ahora a 2080000 pesos filipinos. Seguerra en su nuevo álbum de 10 pistas son características revivals de los antiguos éxitos - "Open Arms", "Time After Time", "Somewhere Over The Rainbow", "At Last", "Vicente", "Smooth Operator", "Inicio", "Viaje ", y" más largos ". Ice también había realizado en Singapur por el Teatro Repertorio de dicho país en la presentación de la escena de la "Avenida Q."
En septiembre del 2014, hizo saber que es hombre trans. Se casó con la modelo Liza Diño en ese mismo año, en Estados Unidos.

## Series de televisión
- Tok Tok Tok, Isang Milyon Pasok! Concursante
- YSABELLA (2007; ABS-CBN) .... Alex Mendoza Alex Mendoza
- Hanggang Kailan (2004; GMA Network)
- Okay Ka, Fairy Ko! (1987-1989; IBC, 1989-1994; ABS-CBN, 1995-1996; GMA Network) .... Bueno Ka, *Fairy Ko! (1987-1989; CIB, 1989-1994; ABS-CBN, 1995-1996; GMA Network) .... Aiza
- Eat Bulaga! (1987-1989; RPN, 1989-1995; ABS-CBN, 1995-1997; GMA Network) Coma Bulaga! (1987-1989; RPN, 1989-1995; ABS-CBN, 1995-1997; GMA Network)

## Filmografía
- Enteng Kabisote 3: Bueno ka ko hada ... The beginning of the legend(2007)........Aiza El comienzo de la leyenda (2007 )........ Aiza
- Enteng Kabisote 3: Okay ka fairy ko... Enteng Kabisote 3: Bueno ka ko hada ... The legend goes on and on and on (2006) .... La leyenda sigue y sigue y en (2006) .... Aiza
- Enteng Kabisote 2: Okay ka fairy ko... Enteng Kabisote 2: Bueno ka ko hada ... The legend continues (2005) .... La leyenda continúa (2005) .... Aiza
- Enteng Kabisote: Okay ka fairy, the legend (2004) .... Enteng Kabisote: Muy bien hada ka, la leyenda (2004) .... Aiza
- Singsing ni Lola (2002) Singsing ni Lola (2002)
- Bahay ni Lola (2001) Bahay ni Lola (2001)
- Shake, Rattle & Roll VI (1997) .... Shake, Sonajero VI & Roll (1997) .... Lilian
- Computer Combat (1997) Lucha contra la computadora (1997)
- Manananggal in Manila (1997) Manananggal en Manila (1997)
- Hulihin: probinsiyanong mandurukot (1993) .... Hulihin: probinsiyanong mandurukot (1993) .... *Doray
- Rocky Plus V (1993) Rocky V Plus (1993)
- Aswang (1992) .... Aswang (1992) .... Katlyn
- Daddy Goon (1992) .... Daddy Goon (1992) .... Jennifer
- Dobol Dribol (1992) Dobol Dribol (1992)
- Okey ka, fairy ko! Okey ka, ko hada! II (1992) .... II (1992) .... Aiza
- Okey ka, fairy ko! Okey ka, ko hada! (1991) .... (1991) .... Aiza
- Goosebuster (1991) Goosebuster (1991)
- I Have 3 Eggs (1990) Tengo 3 huevos (1990)
- Papa's Girl (1990) Chica de la Papa (1990)
- Twist: Ako si ikaw, ikaw si ako (1990) Twist: Ako si ikaw, si ikaw ako (1990)
- Aso't Pusa (1989)
- Y me Liit Ninja (1988)
- Buenos días, titser (1988)
- Petrang Kabayo en esp Pilyang Kuting (1988)
- Super Inday y los Golden Bibe (1988) .... Snow White Snow White
- Sa mundo ni Janet (1987) .... Jing-Jing Jing Jing -

## Discografía
- Open Arms - 2008 (debido a agosto de 2008)
- Para Lang Sa Iyo - 2007 (Estrella Records)
- Pagdating ng Panahon - 2001 (Alfa Records)